# Tiff Macklem
Tiff Macklem (né en 1961 à Montréal) est un économiste canadien. Il est gouverneur de la Banque du Canada depuis le 3 juin 2020.

## Biographie
Tiff Macklem naît dans le quartier de Westmount à Montréal, au Québec, en 1961. Son père est directeur financier de la chaîne de bijouteries Birks Group (en). Il étudie à la Selwyn House School (en) (école primaire et secondaire),, puis au Lower Canada College. Ensuite, il obtient un baccalauréat en économie de l'université Queen's en 1983, une maîtrise en économie, puis un doctorat en économie (en 1989), tous deux de l'université Western Ontario.
Il entre à la Banque du Canada (BdC) en 1984, qu'il quitte après un an pour compléter ses études doctorales. De retour en 1989, il occupe différents postes dans l'institution, dont conseiller du gouverneur de la Banque du Canada en 2003 et « premier sous-gouverneur » de la BdC de juillet 2010 à mai 2014. Macklem, alors conseiller du gouverneur de la BdC Mark Carney, se fait remarquer pendant la crise économique de 2008-2009 « en tant que représentant du Canada au G7 et au G20 ». En 2013, malgré un parcours jugé excellent, sa candidature au poste de gouverneur de la Banque du Canada est rejetée pour une seconde fois (comme successeur de David Dodge la première fois et comme successeur de Mark Carney la seconde fois), probablement parce qu'il n'a aucune expérience du monde des affaires. En 2014, il est nommé doyen de l'école de gestion Rotman de l'Université de Toronto, poste qu'il occupe jusqu'en 2020. En juin 2015, il est nommé au conseil d'administration de la Banque Scotia.
En mai 2020, il est nommé gouverneur désigné de la Banque du Canada. Le 3 juin 2020, il est officiellement gouverneur de la BdC, remplaçant Stephen Poloz. À la mi-juillet 2020, il déclare « que la relance de l'économie au pays nécessitera des politiques monétaires considérables », car la pandémie de Covid-19 au Canada a provoqué une récession économique de l'ampleur de la Grande Dépression. Par exemple, la Banque du Canada acquiert au moins pour 5 milliards CA$ par semaine d'obligations du gouvernement du Canada entre le début de la pandémie et juin 2020. Le gouverneur souhaite ramener le taux d'inflation annuel à 2 %, objectif qui pourrait être atteint en 2023 selon Macklem.
Au début octobre 2020, Tiff Macklem prononce un discours à l'Institut du risque mondial où il explique que la reprise économique du Canada, qui a subi deux crises économiques en l'espace d'une décennie, est fragile. Il mentionne entre autres que « la gestion des risques du système financier est importante pour assurer la subsistance des Canadiens. » Selon Macklem, la « culture de prudence du pays face au risque » explique que son système bancaire est plus solide que dans beaucoup de pays industrialisés. Il affirme que la « qualité de la gestion des risques » sera déterminante dans le succès économique des pays.
Le 26 janvier 2022, Tiff Macklen annonce que la Banque du Canada relèvera ses taux directeurs pendant l'année 2022 ; le taux plancher ne sera donc plus maintenu.
Grand amateur de ski, il est marié et a trois enfants.